# Palaeococcus
A Palaeococcus az Thermococcaceae családba tartozó Archaea nem. Az archeák – ősbaktériumok – egysejtű, sejtmag nélküli prokarióta szervezetek.

### Tudományos folyóiratok
- Takai K (2000). „Palaeococcus ferrophilus gen. nov., sp. nov., a barophilic, hyperthermophilic archaeon from a deep-sea hydrothermal vent chimney”. Int. J. Syst. Evol. Microbiol. 50 (2), 489–500. o. DOI:10.1099/00207713-50-2-489. PMID 10758851.
- Zillig W (1987). „Pyrococcus woesei, sp. nov., an ultra-thermophilic marine Archaebacterium, representing a novel order, Thermococcales”. Syst. Appl. Microbiol. 9, 62–70. o. DOI:10.1016/S0723-2020(87)80057-7.

### Tudományos adatbázisok
- Palaeococcus PubMed hivatkozásai
- Palaeococcus PubMed Central hivatkozásai
- Palaeococcus Google Scholar hivatkozásai